# Campeonato Mundial de Ciclismo em Pista de 1998
O XCV Campeonato Mundial de Ciclismo em Pista celebrou-se em Bordéus (França) entre 26 e 30 de agosto de 1998 baixo a organização da União Ciclista Internacional (UCI) e a Federação Francesa de Ciclismo.
As competições realizaram-se no velódromo de Bordéuss. Ao todo disputaram-se 12 provas, 8 masculinas e 4 femininas.

## Medalhistas

### Masculino
| Evento                  | Ouro                                                                                          | Prata                                                                                                 | Bronze                                                                           |
| ----------------------- | --------------------------------------------------------------------------------------------- | --- | -------------------------------------------------------------------------------- |
| Velocidade individual   | Florian Rousseau · França                                                                     | Jens Fiedler · Alemanha                                                                               | Laurent Gané · França                                                            |
| Velocidade por equipas  | França · Vincent Le Quellec · Florian Rousseau · Arnaud Tournant · 44,338                     | Austrália · Danny Day · Shane Kelly · Graham Sharman · 45,464                                         | Alemanha · Sören Lausberg · Stefan Nimke · Eyk Pokorny · 45,210                  |
| Perseguição individual  | Philippe Ermenault · França · 4:20,627                                                        | Francis Moreau · França · 4:21,466                                                                    | Robert Bartko · Alemanha · 4:26,890                                              |
| Perseguição por equipas | Ucrânia · Olexandr Symonenko · Olexandr Fedenko · Serhi Matveyev · Ruslan Pidhorny · 4:02,895 | Alemanha · Daniel Becke · Guido Fulst · Robert Bartko · Christian Lademann · Thorsten Rund · 4:08,160 | Itália · Mario Benetton · Adler Capelli · Cristiano Citton · Andrea Collinelli · |
| 1 km contrarrelógio     | Arnaud Tournant · França · 1:01,879                                                           | Shane Kelly · Austrália · 1:02,261                                                                    | Erin Hartwell · Estados Unidos · 1:02,637                                        |
| Carreira por pontos     | Joan Llaneras Roselló · Espanha · 19 pts.                                                     | Andreas Kappes · Alemanha · 41 (-1) pts.                                                              | Silvio Martinello · Itália · 33 (-1) pts.                                        |
| Keirin                  | Jens Fiedler · Alemanha                                                                       | Ainārs Ķiksis · Letônia                                                                               | Laurent Gané · França                                                            |
| Madison                 | Etienne De Wilde · Matthew Gilmore · Bélgica · 34 pts.                                        | Andrea Collinelli · Silvio Martinello · Itália · 22 pts.                                              | Andreas Kappes · Stefan Steinweg · Alemanha · 21 pts.                            |

### Feminino
| Evento                 | Ouro                                      | Prata                                                    | Bronze                                  |
| ---------------------- | ----------------------------------------- | -------------------------------------------------------- | --------------------------------------- |
| Velocidade individual  | Félicia Ballanger · França                | Michelle Ferris · Austrália                              | Tanya Dubnicoff · Canadá                |
| Perseguição individual | Lucy Tyler-Sharman · Austrália · 3:35,255 | Leontien Zijlaard-van Moorsel · Países Baixos · 3:37,291 | Judith Arndt · Alemanha · 3:35,676      |
| 500 m contrarrelógio   | Félicia Ballanger · França · 34,010 RM}}  | Tanya Dubnicoff · Canadá · 35,415                        | Michelle Ferris · Austrália · 35,451    |
| Carreira por pontos    | Teodora Ruano Sanchón · Espanha · 6 pts.  | Belem Guerreiro Méndez · México · 0 (-1) pts.            | Olga Sliusareva · Rússia · 35 (-2) pts. |

## Medalheiro
| Ordem | País           | Medalha de ouro | Medalha de prata | Medalha de bronze | Total |
| ----- | -------------- | --------------- | ---------------- | ----------------- | ----- |
| 1     | França         | 6               | 1                | 2                 | 9     |
| 2     | Espanha        | 2               | 0                | 0                 | 2     |
| 3     | Alemanha       | 1               | 3                | 4                 | 8     |
| 4     | Austrália      | 1               | 3                | 1                 | 5     |
| 5     | Bélgica        | 1               | 0                | 0                 | 1     |
| 5     | Ucrânia        | 1               | 0                | 0                 | 1     |
| 7     | Itália         | 0               | 1                | 2                 | 3     |
| 8     | Canadá         | 0               | 1                | 1                 | 2     |
| 9     | Letônia        | 0               | 1                | 0                 | 1     |
| 9     | México         | 0               | 1                | 0                 | 1     |
| 9     | Países Baixos  | 0               | 1                | 0                 | 1     |
| 12    | Estados Unidos | 0               | 0                | 1                 | 1     |
| 12    | Rússia         | 0               | 0                | 1                 | 1     |
|       | TOTAL          | 12              | 12               | 12                | 36    |